# Blue Note Records
Blue Note Records este o casă de discuri americană fondată în anul 1939 și relansată în 1985.